# José Manuel Urtain
José Manuel Ibar Azpiazu (Aizarnazábal, Guipúzcoa, 14 de mayo de 1943-Madrid, 21 de julio de 1992), más conocido como José Manuel Urtain, fue un boxeador español, campeón de Europa de pesos pesados.

## Biografía
José Manuel Ibar Azpiazu nació en Aizarnazábal y pasó toda su infancia en el caserío Urtain, de donde le venía el apodo. El caserío lo había recibido su padre como herencia del anterior propietario, quien le había rescatado de la inclusa de Villabona; se casó con Felisa Azpiazu, con quien, además de a José Manuel, tuvo otros nueve hijos: cuatro chicas (María del Carmen, Elvira, María Cruz y Antonia "Antxoni") y cinco chicos (Cándido, Francisco, Martín, Eusebio y José "Josetxo"). De niño estudió como interno en el colegio de los Jesuitas de Tudela, del cual escapó cuando tenía once años para regresar al caserío. Posteriormente, trabajó en una fragua y como albañil, hasta que a los 18 años comenzó a practicar los deportes tradicionales vascos. Tenía antecedentes familiares, ya que su padre destacó enormemente en Guipúzcoa en el levantamiento de piedras; aparentemente, falleció a causa de ello, aunque la poca información que dio la propia familia sobre el incidente no aclara si la tragedia fue en una apuesta de fortaleza física. Su hermano Cándido llegó a pelotari profesional y se ganó la vida en el frontón de Dania Beach (Florida). Se suicidó en 1992 lanzándose desde la décima planta de un edificio.

### Carrera deportiva
A principios de los años 1960 José Manuel vivía en Cestona, donde se inició como aizkolari, practicando también harri-jasotzea (levantamiento de piedras) e idi proba (arrastre de piedra por bueyes). José Manuel llegó a levantar bloques de 250 kilos y batió récords como levantar 192 veces la piedra de 100 kilos. Sus gestas le proporcionaron enorme reconocimiento dentro de ese mundo: a partir de aquella época, fue conocido como el Tigre de Cestona.
José Manuel salió de su tierra para hacer el servicio militar en Ceuta, donde su fuerza física no pasó inadvertida. Sin embargo, fue de regreso a casa y a sus exhibiciones profesionales como harrijasotzaile cuando el empresario José Lizarazu, propietario del Hotel Orly de San Sebastián, se fijó en sus posibilidades como púgil. Poco después se sumó al equipo Miguel Almazor como mánager. José Manuel debutó el 24 de julio de 1968 en el campo de fútbol de Villafranca (Guipúzcoa) frente el santanderino Johny Rodri. El combate tan solo duró 17 segundos. Allí mismo comenzó un impresionante y polémico (por la escasa entidad de los rivales) récord de 27 victorias consecutivas por KO.
Pero el momento más importante de su meteórica carrera llegaría en 1970. En el Palacio de los Deportes de Madrid, Urtain derrotó al alemán Peter Weiland por KO en el séptimo asalto y se coronó Campeón de Europa de los pesos pesados. Sin embargo, el 10 de noviembre de 1970, en el estadio de Wembley de Londres, Urtain perdió su título ante Henry Cooper, un experimentado y veterano púgil que ya se había enfrentado a Cassius Clay. Urtain recuperó el título al vencer al británico Jack Bodell, aunque lo perdió ante el alemán Jürgen Blin en Madrid en 1972. Su tercer intento por recuperar el título en Amberes ante el campeón belga Jean Pierre Coopman terminó con el abandono de Urtain. Ese fue su último combate, aunque siguió durante un tiempo subiendo a un cuadrilátero como catcher de lucha libre, por lo que recuperó el sobrenombre de "El tigre de Cestona". A lo largo de su carrera como boxeador (1968–1977), disputó 68 combates, con 53 victorias, 41 de ellas por KO, 11 derrotas y 4 nulos. En total, fue tres veces campeón de España y de Europa de los pesos pesados.
Urtain gozó de gran fama y popularidad en su época de triunfos deportivos, incomparable a otro boxeador de su peso desde Paulino Uzcudun. Aunque también tuvo detractores que le acusaron de ser un montaje. La radio, la televisión y la prensa le dedicaron muchos de sus espacios. El director de cine Manuel Summers incluso realizó una curiosa película-documental sobre su vida y su persona en el año 1969, titulada Urtain, el rey de la selva... o así.
| N.º | Resultado | Balance | Rival                   |       | Asalto | Fecha      | Localidad              |
| --- | --------- | ------- | ----------------------- | ----- | ------ | ---------- | ---------------------- |
| 68  | Derrota   | 53-11-4 | Jean Pierre Coopman     | KO    | 4 (15) | 12/3/1977  | Amberes                |
| 67  | Victoria  | 53-10-4 | Sugar Sílex             | KO    | 8 (8)  | 1/10/1976  | Bilbao                 |
| 66  | Victoria  | 52-10-4 | Benito Escriche         | PTS   | 8      | 11/9/1976  | Zaragoza               |
| 65  | Victoria  | 51-10-4 | José Antonio Gálvez     | PTS   | 8      | 19/8/1976  | Madrid                 |
| 64  | Victoria  | 50-10-4 | Dante Cane              | PTS   | 12     | 21/7/1976  | Bilbao                 |
| 63  | Derrota   | 49-10-4 | Alfredo Evangelista     | KOT   | 5 (8)  | 14/5/1976  | Madrid                 |
| 62  | Victoria  | 49-9-4  | Benito Escriche         | PTS   | 8      | 1/5/1976   | León                   |
| 61  | Victoria  | 48-9-4  | José Antonio Gálvez     | PTS   | 8      | 12/3/1976  | Barcelona              |
| 60  | Derrota   | 47-9-4  | Giuseppe Ros            | PTS   | 8      | 5/12/1975  | Madrid                 |
| 59  | Victoria  | 47-8-4  | Antonio Puente          | PTS   | 8      | 8/11/1975  | Oviedo                 |
| 58  | Victoria  | 46-8-4  | Jan Lubbers             | KO    | 4 (8)  | 17/10/1975 | Madrid                 |
| 57  | Victoria  | 45-8-4  | José Antonio Gálvez     | PTS   | 12     | 21/8/1975  | Almería                |
| 56  | Nulo      | 44-8-4  | José Antonio Gálvez     | PTS   | 8      | 17/7/1975  | Málaga                 |
| 55  | Victoria  | 44-8-3  | Casimiro Martínez       | KOT   | 9 (10) | 2/7/1975   | Madrid                 |
| 54  | Derrota   | 43-8-3  | José Antonio Gálvez     | PTS   | 8      | 17/5/1975  | Almería                |
| 53  | Victoria  | 43-7-3  | Alfredo Vogrig          | KO    | 2 (8)  | 6/1/1975   | Bilbao                 |
| 52  | Derrota   | 42-7-3  | Santiago Alberto Lovell | KO    | 3 (10) | 9/8/1974   | Madrid                 |
| 51  | Derrota   | 42-6-3  | Rocky Campbell          | RET.  | 5 (10) | 22/6/1974  | Valencia               |
| 50  | Victoria  | 42-5-3  | Richard Dunn            | KO    | 4 (8)  | 22/5/1974  | Madrid                 |
| 49  | Victoria  | 41-5-3  | Jan Lubbers             | PTS   | 8      | 5/4/1974   | Madrid                 |
| 48  | Nulo      | 40-5-3  | José Román              | PTS   | 8      | 1/3/1974   | Madrid                 |
| 47  | Victoria  | 40-5-2  | Adriano Rosati          | PTS   | 8      | 15/2/1974  | Barcelona              |
| 46  | Victoria  | 39-5-2  | Alfredo Mongol Ortiz    | PTS   | 8      | 28/12/1973 | Barcelona              |
| 45  | Victoria  | 38-5-2  | Vicente Rondón          | PTS   | 10     | 1/12/1972  | Madrid                 |
| 44  | Victoria  | 37-5-2  | Stamford Harris         | DESC. | 1 (10) | 27/10/1972 | Barcelona              |
| 43  | Derrota   | 36-5-2  | Jürgen Blin             | PTS   | 15     | 9/6/1972   | Madrid                 |
| 42  | Derrota   | 36-4-2  | José Román              | PTS   | 10     | 3/4/1972   | San Juan               |
| 41  | Nulo      | 36-3-2  | Leroy Caldwell          | PTS   | 10     | 2/2/1972   | Bilbao                 |
| 40  | Victoria  | 36-3-1  | Jack Bodell             | KOT   | 2 (15) | 17/12/1971 | Madrid                 |
| 39  | Derrota   | 35-3-1  | Gregorio Peralta        | KOT   | 8 (10) | 8/10/1971  | Madrid                 |
| 38  | Nulo      | 35-2-1  | Mariano Echevarría      | PTS   | 12     | 10/9/1971  | Bilbao                 |
| 37  | Victoria  | 35-2    | Sonny Idowun            | KO    | 3 (10) | 8/7/1971   | Valencia               |
| 36  | Victoria  | 34-2    | Iván Prebeg             | KO    | 3 (10) | 27/5/1971  | Colonia                |
| 35  | Victoria  | 33-2    | Benito Canal            | KOT   | 2 (12) | 8/5/1971   | Bilbao                 |
| 34  | Victoria  | 32-2    | Everett Copeland        | DESC. | 4 (10) | 2/1/1971   | Berlín                 |
| 33  | Derrota   | 31-2    | Henry Cooper            | KOT   | 9 (15) | 10/11/1970 | Londres                |
| 32  | Victoria  | 31-1    | Stamford "Kid" Harris   | KOT   | 2 (10) | 2/10/1970  | Fráncfort              |
| 31  | Victoria  | 30-1    | Sonny Brown             | KO    | 1 (10) | 11/9/1970  | Barcelona              |
| 30  | Victoria  | 29-1    | Arno Prick              | KO    | 2 (10) | 5/9/1970   | Játiva                 |
| 29  | Derrota   | 28-1    | Alfredo Vogrig          | DESC. | 3 (10) | 1/8/1970   | San Sebastián          |
| 28  | Victoria  | 28-0    | Jürgen Blin             | PTS   | 15     | 22/6/1970  | Barcelona              |
| 27  | Victoria  | 27-0    | Karl Heinz Brunnholz    | KOT   | 1 (10) | 23/5/1970  | Bilbao                 |
| 26  | Victoria  | 26-0    | Charlie Harris          | KO    | 3 (10) | 14/5/1970  | Madrid                 |
| 25  | Victoria  | 25-0    | Peter Weiland           | KO    | 7 (15) | 3/4/1970   | Madrid                 |
| 24  | Victoria  | 24-0    | Leslie Borden           | KO    | 1 (10) | 13/2/1970  | Mitte                  |
| 23  | Victoria  | 23-0    | Jimmy Jones             | KOT   | 2 (10) | 1/2/1970   | Bayona                 |
| 22  | Victoria  | 22-0    | Lion Ven                | KO    | 2 (10) | 15/1/1970  | Las Palmas             |
| 21  | Victoria  | 21-0    | Vasco Faustino          | KO    | 1 (10) | 30/12/1969 | Barcelona              |
| 20  | Victoria  | 20-0    | Leo Peterson            | KO    | 2 (10) | 19/12/1969 | Madrid                 |
| 19  | Victoria  | 19-0    | George Holden           | KO    | 1 (10) | 22/11/1969 | Roma                   |
| 18  | Victoria  | 18-0    | Mike Bruce              | KO    | 2 (10) | 7/11/1969  | Madrid                 |
| 17  | Victoria  | 17-0    | Al Banks                | KO    | 2 (8)  | 23/10/1969 | Vigo                   |
| 16  | Victoria  | 16-0    | Ireno Werleman          | KO    | 1 (8)  | 10/10/1969 | Bilbao                 |
| 15  | Victoria  | 15-0    | Bas van Duivenbode      | KO    | 3 (8)  | 12/7/1969  | Pamplona               |
| 14  | Victoria  | 14-0    | Macan Keita             | KO    | 6 (8)  | 29/6/1969  | Irún                   |
| 13  | Victoria  | 13-0    | Kurt Stroer             | RET.  | 2 (8)  | 21/6/1969  | Zaragoza               |
| 12  | Victoria  | 12-0    | José Luis Velasco       | KO    | 3 (8)  | 7/6/1969   | Santa Cruz de Tenerife |
| 11  | Victoria  | 11-0    | Harry Kneipp            | KOT   | 2 (8)  | 30/5/1969  | Madrid                 |
| 10  | Victoria  | 10-0    | Jose Peyre              | KOT   | 5 (8)  | 14/5/1969  | Barcelona              |
| 9   | Victoria  | 9-0     | Valere Mahau            | KO    | 2 (8)  | 4/5/1969   | San Juan de Luz        |
| 8   | Victoria  | 8-0     | Johnny Romsaas          | KO    | 2 (8)  | 12/4/1969  | Madrid                 |
| 7   | Victoria  | 7-0     | Expedit Moutcho         | KOT   | 3 (8)  | 18/3/1969  | Valencia               |
| 6   | Victoria  | 6-0     | Pauli Kraus             | KO    | 2 (8)  | 6/3/1969   | Barcelona              |
| 5   | Victoria  | 5-0     | Carl Baker              | KO    | 1 (8)  | 20/2/1969  | Barcelona              |
| 4   | Victoria  | 4-0     | Freddy Hubert           | KO    | 1 (8)  | 2/2/1969   | París                  |
| 3   | Victoria  | 3-0     | Víctor Chapelle         | DESC. | 1 (8)  | 6/1/1969   | Bilbao                 |
| 2   | Victoria  | 2-0     | Franklin Arrindell      | KO    | 1 (6)  | 28/12/1968 | San Sebastián          |
| 1   | Victoria  | 1-0     | Marius Sappe            | KO    | 1 (6)  | 22/12/1968 | París                  |

### Vida personal
En 1963 se casó con Cecilia Urbieta, hija del caserío vecino Irure, con quien llevaba ya seis años de noviazgo. Tuvieron tres hijos: José Manuel, María Jesús y Francisco. 
Después de retirarse, Urtain trabajó como relaciones públicas del restaurante de su hermano Eusebio y dispuso de diversos negocios, como un restaurante y una cafetería. Rechazó continuar vinculado al mundo del boxeo, del cual no guardaba buenos recuerdos. A pesar de que no era conocida su situación públicamente, a principios de los años 90 terminó perdiendo todos sus negocios. Acosado por los acreedores, se suicidó el 21 de julio de 1992, cuatro días antes del inicio de las Olimpiadas de Barcelona, arrojándose desde el balcón de su domicilio en un décimo piso en la calle Fermín Caballero 57, en la ciudad de Madrid.

## Urtain en la cultura popular
- Protagonizó una famosa serie de anuncios de la marca de brandy Soberano.
- Durante muchos años, al plato combinado compuesto de filete, huevos fritos y patatas fritas se le denominó Urtain popularmente, debido a la afición del boxeador por las proteínas. En la novela Ardor guerrero, de Antonio Muñoz Molina, se hace alusión a este sobrenombre y a este plato, que se servía en algunos bares de Vitoria a los soldados que hacían el servicio militar en dicha ciudad.
- En 2004, el escritor Juan Bas publicó la obra La cuenta atrás, basada libremente en la biografía de Urtain.
- En 2008, la compañía de teatro Animalario estrenó en el Centro Dramático Nacional la obra de teatro Urtain, de Juan Cavestany, basada en la vida del boxeador.
- En 2008, el grupo de rock valenciano Doctor Divago incluyó en su disco Las canciones del año que viene el tema «El viejo campeón», cuya letra describe una historia que recuerda poderosamente a la de Urtain.
- En 2011 se adaptó para la televisión, protagonizada por Roberto Álamo, la obra de teatro de la compañía Animalario titulada Urtain.[9]